# Musée international de la parfumerie
Le musée international de la parfumerie est un musée municipal labellisé « Musée de France » situé à Grasse en région Provence-Alpes-Côte d'Azur sur l'industrie du parfum.

## Le musée

### Missions du musée
Les missions du musée se résument à :
- sauvegarder le patrimoine des odeurs, des arômes et des parfums ;
- présenter au public l'utilisation des parfums au cours de l’histoire ;
- présenter au public les techniques et savoir-faire de la création de parfums.

### Structure du musée
Le musée international de la parfumerie (MIP) s'étend sur cinq bâtiments,  sur sept niveaux et terrasses. Un morceau de rempart du XIVe siècle délimite la partie nord. Au sud, le pavillon d'entrée du musée correspond à une façade d'un ancien bâtiment du XIXe siècle de la parfumerie Hugues Aîné.

À l'intérieur, chaque étage correspond à une période chronologique : Antiquité et Moyen Âge, époque moderne, époque contemporaine. Le musée contient également une salle d’exposition, une salle de conférences, deux salles pédagogiques et des salles d’animation pour les ateliers. Une serre existe au sein du musée et l'extérieur ouvre sur un petit jardin d'orangers.

Façade d'un ancien bâtiment de l'industrie parfumerie Hugues Aîné.
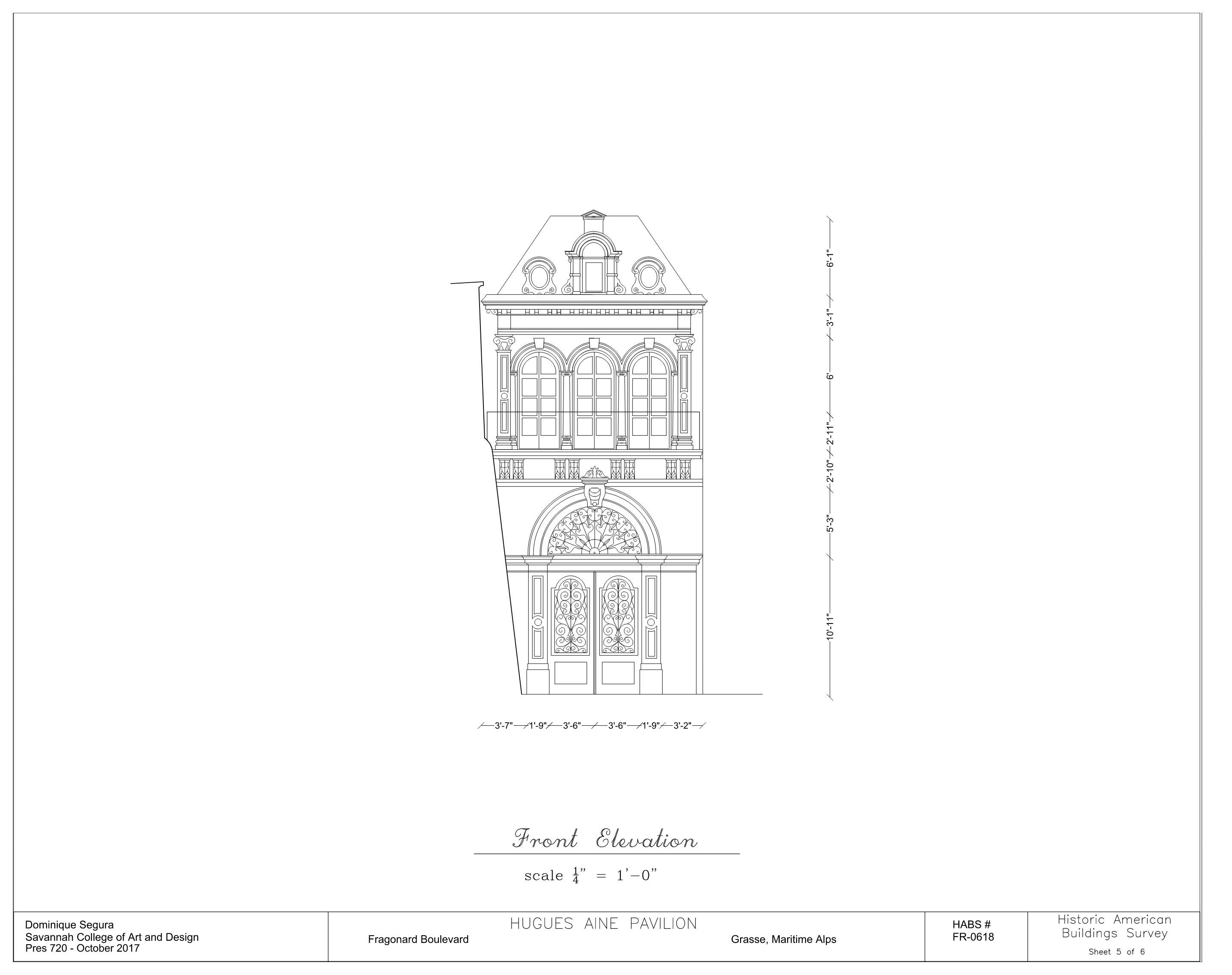
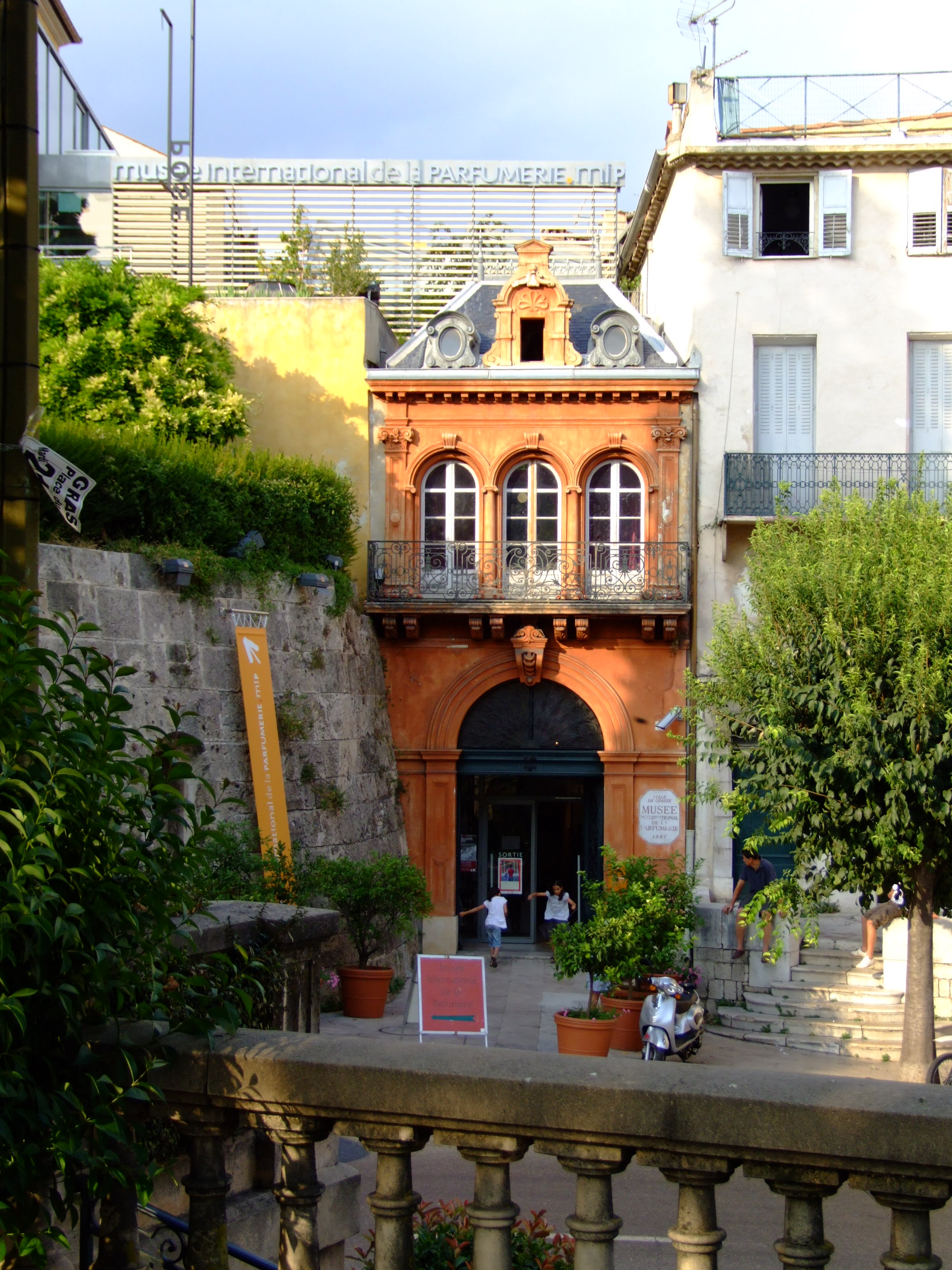
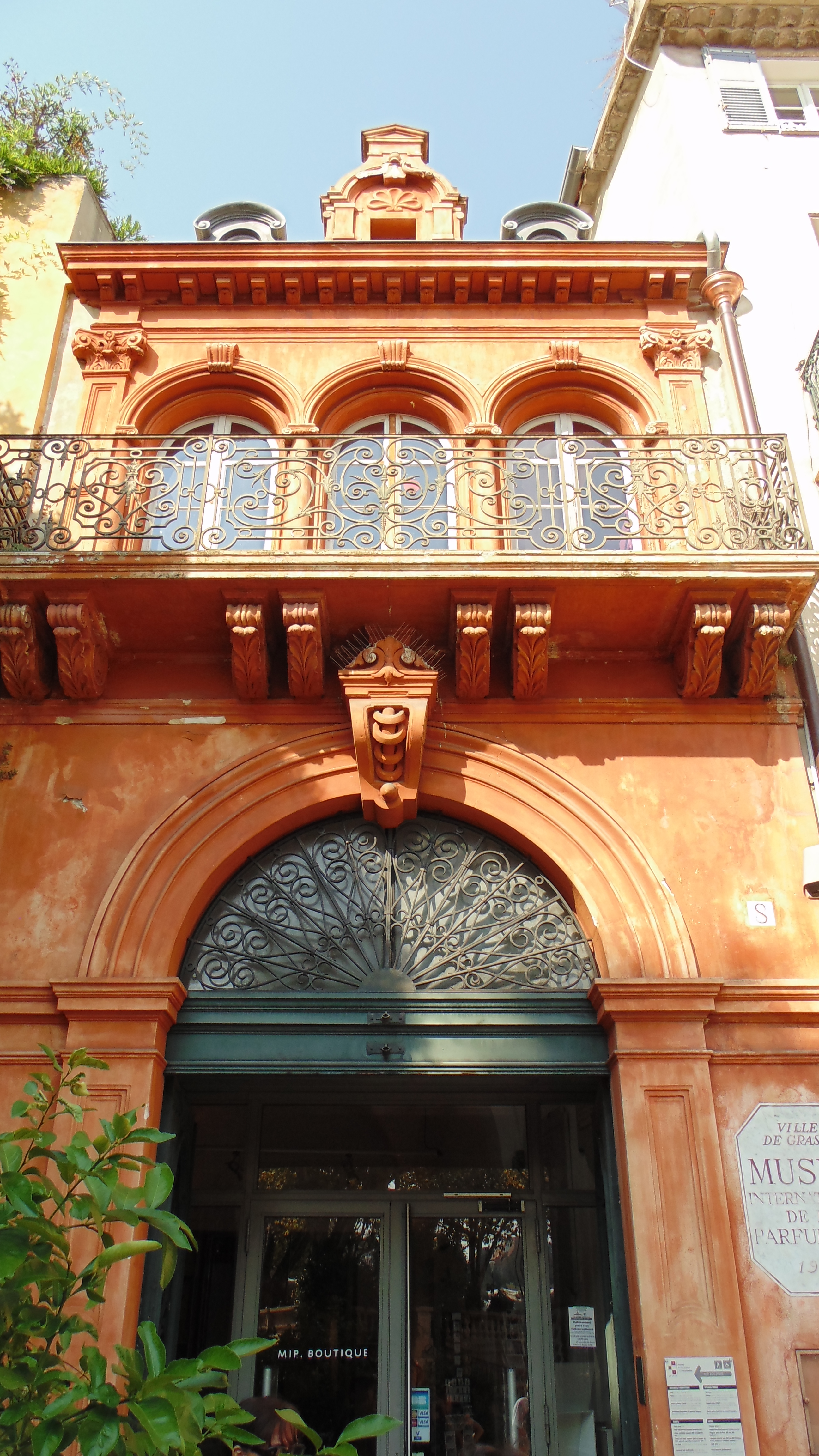

### Histoire du musée

#### L'hôtel particulier de Pontevès
Le premier bâtiment dans lequel loge le musée est un ancien hôtel particulier de Pontevès daté de 1778. Il correspond au bâtiment couleur ocre avec ses volets bleus. En 1793, il est confisqué dans le cadre de la loi des biens nationaux pour être le siège administratif départemental puis finalement être le siège du Directoire.
Après la première république, le bâtiment passe aux mains de plusieurs propriétaires privés. Par exemple, racheté par Pierre-Joseph Amic en 1802, on y fabriquait alors de l'huile d'olive.

#### 1918: les débuts
Les débuts du musée actuel commencent en 1918 par un musée privé de François Carnot, fils du président Sadi Carnot, sur les arts décoratifs. Il rassemblait divers objets provençaux locaux : mobilier, vaisselle, parfum…
Dès 1918, Georges Vindry y est nommé conservateur du Musée d'art et d'histoire à l'âge de 25 ans. Il deviendra archéologue et ethnographe de terrain durant son parcours. Et depuis le début, sa grande mission est de réfléchir à la création d'un musée de la parfumerie,.

#### Première moitié duXXesiècle: l'influence des industriels

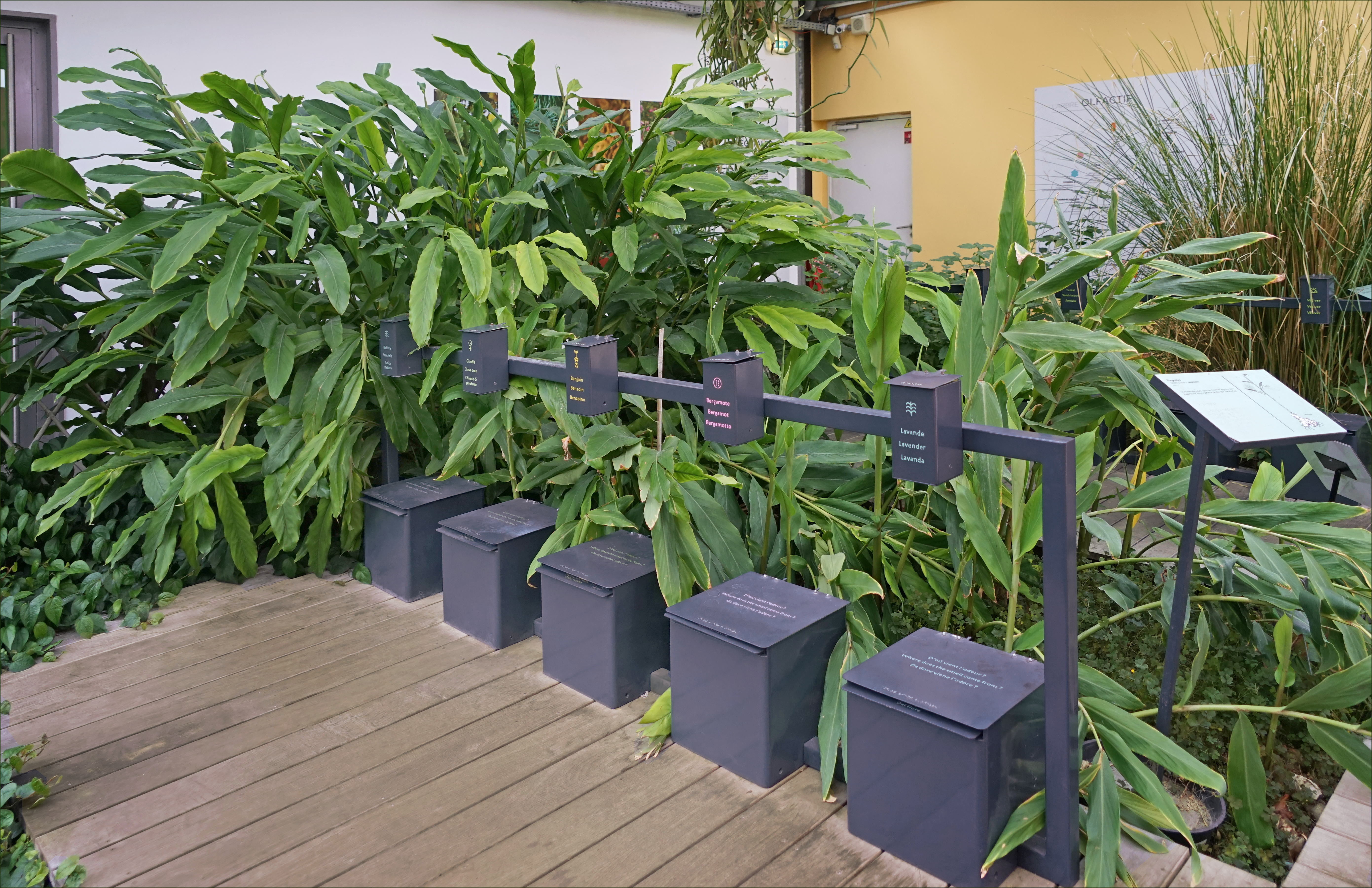
Dans la serre du musée international de la parfumerie, des dispositifs olfactifs sont disposés au public. Divers éléments du musée stimulent la sensorialité, du toucher aux odeurs.

Les collections de ce musée privé s’enrichissent doucement à partir de 1921. Doucement, car l'ambition à terme d'être un musée de la parfumerie ouvert à tout public, ici à Grasse, ne faisait pas l'unanimité à la fois du côté industriel et de la municipalité.
En effet, les influents industriels locaux, faisant référence dans la parfumerie à l'international, étaient défavorables. L'ouverture d'un musée aurait, selon eux, terni l'image des grands parfums et du monde de la parfumerie. Un musée ouvre au tout venant ce monde censé faire rêver, allant à l'encontre de l'image d'un luxe inaccessible.
L'ouverture d'un musée aurait aussi fait concurrence au commerce lucratif de pseudo-musées privés,. Ces derniers mettaient en scène une industrie locale censée être en activité. Ils exposaient de vieilles machines, clairement non fonctionnelles, et des personnes mimant une production. En sortie, les pseudo-musées proposaient en vente divers parfums. Ils ressemblaient, vulgairement, à un commerce avec une attraction en amont.

#### Seconde moitié duXXesiècle: entre mondialisation et identité locale
Durant 50 ans, le conservateur Georges Vindry rassemble une collection de machines industrielles : des appareils d'extraction, d'emballages, de moules à savons, de flacons, d'étiquettes… En 1978, le projet d'un musée public de la parfumerie pouvait enfin s'accomplir. En plus, la municipalité montre son intérêt en rachetant en 1976 le bâtiment qu'est l'ancien hôtel Pontevès,.
Aussi, l'idée d'un musée sur la parfumerie plaisait davantage pour ne pas perdre un héritage, puisque les parfumeries industrielles locales se faisaient une à une rachetées par des grands groupes mondialisés. En effet, ce n'étaient pas tant à cause des avis défavorables des industriels dissouts, que le musée a pu se concrétiser, mais plus par une volonté d'inscrire le patrimoine locale. Avec l'effondrement de l'industrie locale, créer un musée permettait d'insister sur le rayonnement mondial industriel qu'a eu Grasse dans la parfumerie, tel un lieu de mémoire culturel et industriel.

#### La mémoire d'un savoir-faire
Cette mémoire collective de la parfumerie préservée par le musée permet de pérenniser l'identité grassoise locale, pour reprendre les termes utilisés par les anthropologues Paul Rasse et Chloé Rosati-Marzetti, elle-même grassoise d'ailleurs. Le musée international de la parfumerie n'est pas tant un musée rassemblant une collection encyclopédique qui tenterait de concurrencer avec les plus grands musées, mais davantage un musée en lien avec l'histoire locale : son artisanat, son industrie, sa culture, ses plantes cultivées. « Il tient alors un rôle de patrimonialisation et de communication sur l’économie phare de la ville ».
Grasse est à la parfumerie une page de son histoire, que la ville a réussi à imposer en ouvrant la première collection publique au monde consacrée à la parfumerie. Et la consécration se réalise en 2018, lorsque les savoir-faire de la parfumerie de Grasse s'inscrivent au patrimoine de l'UNESCO.

#### De l'ouverture à aujourd'hui
En janvier 1989, le musée international de la parfumerie est inauguré. Après l'extension de 1998 puis les rénovations de 2004 à 2008 lors du projet grand MIP, la superficie du musée augmente jusqu’à atteindre 3 500 m2. Selon Chloé Rosati-Marzetti, ces rénovations ont coûté officiellement onze millions d’euros. « Mais il est officieusement admis par plusieurs informateurs que ce chiffre a été dépassé (environ seize millions) », ajoute-t-elle dans sa thèse de 2013.

Les derniers travaux, à hauteur de 800 000 €, pour réorganiser l'espace du musée datent de 2018 et 2019. 

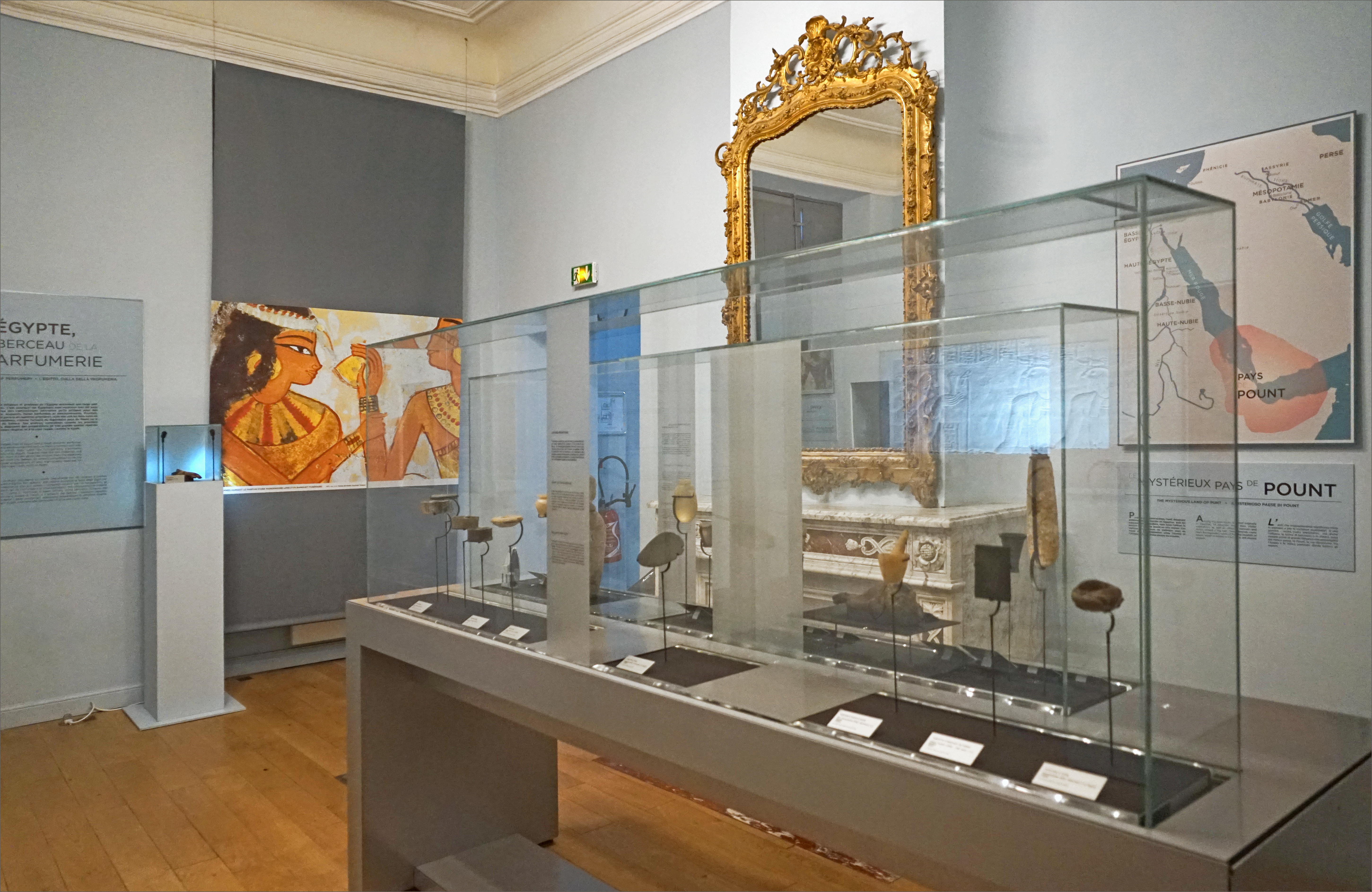
Les parfums dans l'Égypte antique.
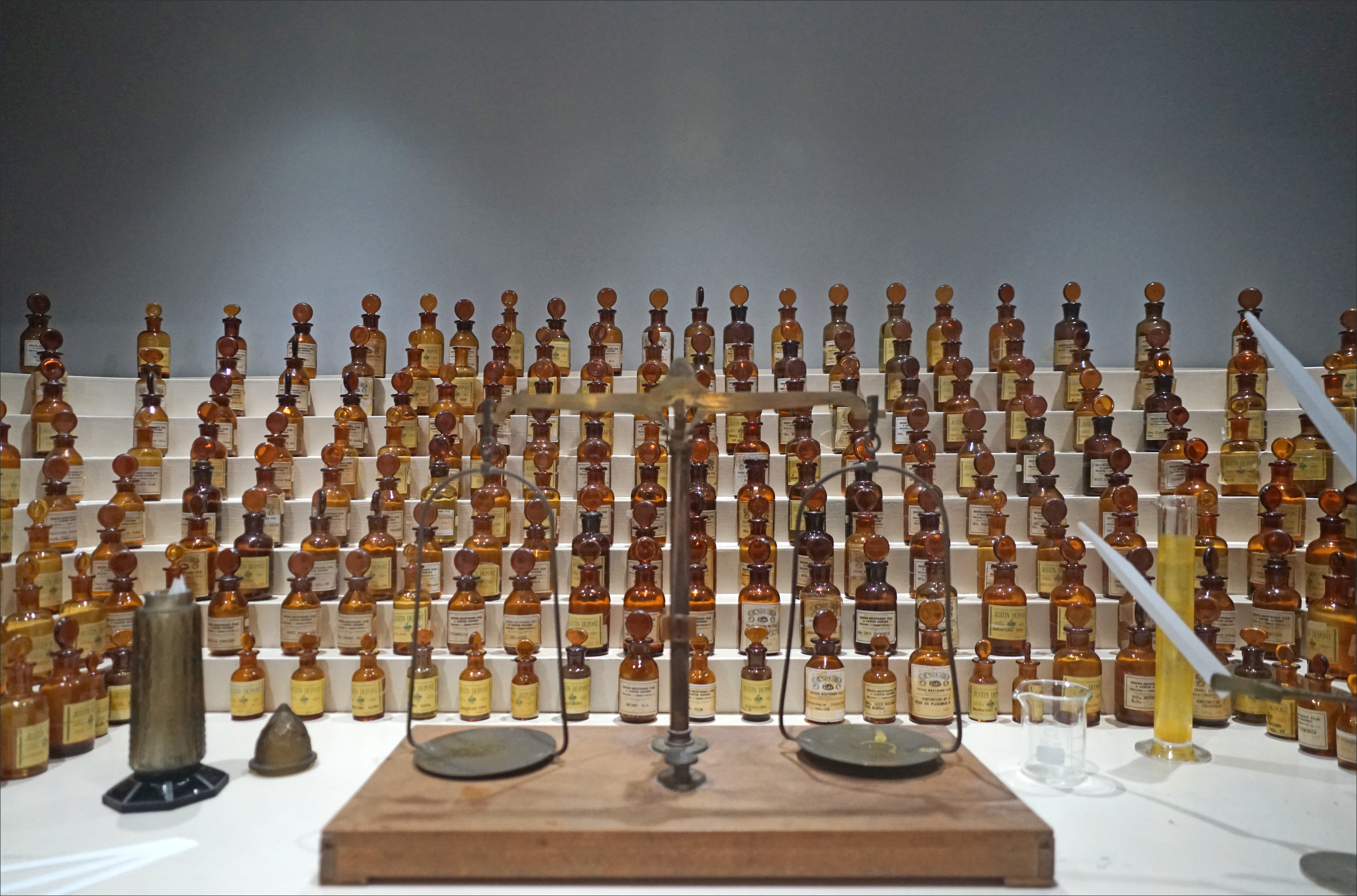
L'orgue à parfums de Jean Carles.

## Collections
Via 50 000 objets,, le parfum est illustré sous tous ses aspects : les matières premières, les outils vestiges archéologiques, les techniques de conception (photographies et machines industrielles) et techniques de marketing (affiches publicitaires). Le tout à travers, selon la communication du musée, cinq thématiques : élégance et classicisme ; magie et dynamisme ; frivolité ; hygiène. Outre le parfum et les objets de contenants comme les flacons, le musée expose plus généralement des cosmétiques, fards , boîtes à poudre, pots à kohol et savons.

## Les jardins
« Surtout, n’hésitez pas à toucher, sentir et découvrir… ! », est-il écrit à l'entrée.

### Structure des jardins
Les jardins du musée international de la parfumerie (JMIP) se situent au sud de Grasse, sur la commune de Mouans-Sartoux. Le musée et ses jardins sont donc spatialement séparés. De ses 2 700 hectares, autour d’un mare creusée en 2012 et d’un vieux canal, ils se composent de :
- à l'est, un parcours olfactif de plantes odorantes et aromatiques
- à l'ouest, le conservatoire : cultures d'espèces traditionnelles
- une aire détente et de pique-nique
- la prairie aux papillons inaugurée le 9 mars 2024
- les jardins des plantes oubliées de 1 000 m2, en lien avec l'université Côte-d'Azur[23] et l'institut de chimie de Nice[14], qui depuis 2018 permettent de cultiver d'anciennes espèces oubliées.

### Histoire du jardin botanique
L'idée d'avoir des jardins entiers datent des premiers instants du projet du musée. Mais ce n'est que depuis 2003 que de nombreuses plantes à parfum sont conservées par le musée dont les traditionnelles roses de mai, jasmins et tubéreuses.
À l'origine, l'emplacement des jardins actuels provient du projet la Bastide du parfumeur. Le jardin était déjà repéré et qualifié de musée vivant en 2007, puis renommé jardins du musée international de la parfumerie lors du rachat du projet en 2010 par la communauté d'agglomération Pôle Azur Provence et d'autres fonds privés.
Le jardin ouvre officiellement en mai 2013. Avec plus de 700 espèces végétales, le label « Jardin remarquable » a été décerné par le ministère de la Culture le 27 avril 2022.

## Gestion et politique culturelle

### Direction du musée
- 1989 - 2011 : Marie-Christine Grasse, directrice des musées de la ville de Grasse[6]
- 2014 - 2019 : Olivier Quiquempois ensuite nommé au musée national de la Marine[31]
- 2022 : Olivier Quiquempois revient en tant que directeur des musées de Grasse

### Une part des collections minimisée
Depuis l'ouverture du musée, deux missions principales ont toujours existé :
- présenter au public l'utilisation des parfums au cours de l’histoire (collection d'objets historiques et antiques, etc.)
- présenter au public les techniques et savoir-faire de la création de parfums (collection de machines industrielles, etc.)

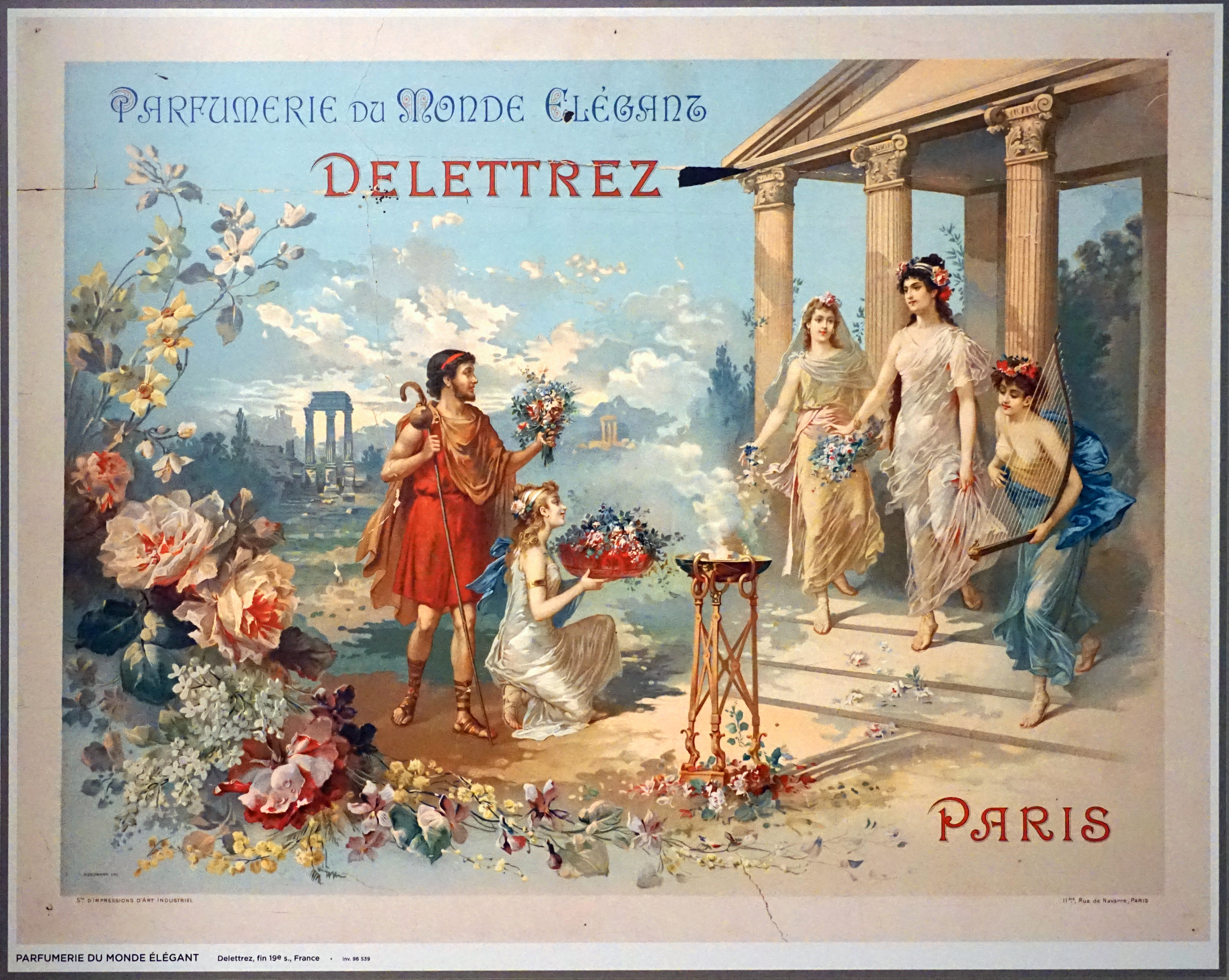
Affiche de la parfumerie Delettrez

Ce second point – de raconter l'histoire de l'industrie locale à travers toutes les machines – est une mission du musée qui, au fur et à mesure des réagencements, tend à être minimisée au profit des grands parfums, flacons, cosmétiques, odeurs et affiches publicitaires. Un secteur technique et industriel petit à petit occulté au profit du glamour, du produit noble qui fait rêver. L'encombrante collection de machines industrielles est par exemple majoritairement remplacée par une grande collection de photographies d'époque.
Associé au labeur, à la sueur et plus généralement au sale, les processus de fabrication et le travail ouvrier s'estompent au profit du beau produit fini relayé aussi dans les publicités. Une reconstruction (et exposition) du monde de la parfumerie axé sur les aspects positifs, au point d'en écarter les difficultés des travailleurs, les échecs et les périodes de crises au cours de l'histoire de la parfumerie.  La même image positive que les entreprises et industriels veulent faire paraître. Le musée est comme tiraillé entre patrimoine encyclopédique objectif et stratégies de communication miroir des entreprises,.

### Le réseau du musée
Le musée international de la parfumerie est constamment en relation avec certaines grandes maisons et industriels, notamment à travers des événements et des expositions thématiques temporaires. Mais aussi à travers deux associations. L'une liée au musée (ARMIP : association pour le rayonnement du musée international de la parfumerie), l'autre liée aux jardins (AJMIP : association des amis du jardin du musée international de la parfumerie). Au-delà de former une communauté et un réseau en réunissant professionnels, entreprises, instituts et autres particuliers, celles-ci permettent de lever des fonds. Par exemple, pour les travaux du musée étalés sur 2018 et 2019, la moitié des 800 000 € a été financé par les membres de l'association.